# Speed Limit
Speed Limit ist eine österreichische Heavy-Metal-Band aus Salzburg, die 1984 gegründet wurde. Die Band löste sich 1994 auf, ist aber seit 2008 wieder aktiv. Mit dem Lied Lady gelang 1988 ein internationaler Hit, der in sieben Ländern in die Singlecharts einzog und dessen Musikvideo international ausgestrahlt wurde.
Stilistisch bewegt sich die Gruppe zwischen Hard Rock, Melodic Metal und klassischem Heavy Metal.

## Geschichte

### Gründung und internationale Erfolge
Speed Limit gingen 1984 aus der Fusion einer gleichnamigen Vorgängerband und der Salzburger Band Ampere hervor. Gitarrist Chris Angerer und Bassist Chris Pawlak sowie seit 1989 Gitarrist Joe Eder bilden den stabilen Kern der Gruppe.
Die Band trat in der Anfangsphase vor allem lokal auf und veröffentlichte 1986 ihr erstes Album Unchained. Größere Aufmerksamkeit erfuhr die Band mit Veröffentlichung der EP Prophecy bei Breaking Records. Das Stück Lady erreichte, unter anderem dank eines aufwändig produzierten Musikvideos, Chartplatzierungen in sieben europäischen Ländern. Es folgten Tourneen in Deutschland, den Beneluxländern, Italien und Ungarn. Eine Jury des Jugendmagazins Rennbahn Express (unter anderem besetzt mit Gene Simons von Kiss und Bruce Dickinson von Iron Maiden) wählte die Band 1989 zum besten Metal-Act Österreichs.
Der Wirkungskreis verengte sich in den folgenden Jahren wieder auf Österreich und Süddeutschland und auch das zweite Album Perfect Inspiration, welches eher Hard Rock als Heavy Metal war, konnte nicht an frühere Erfolge anknüpfen. Ab 1992 kam es zudem zu vermehrten Besetzungswechseln. Die Mitglieder entschieden sich in Anbetracht des schwindenden Interesses an der Band, welches sie im Kontext des allgemeinen Niedergang des klassischen Heavy Metal in den 1990ern sahen, 1994 dazu die Band aufzulösen.

### Reunion und stürmische Jahre
2008 kam die Band in der Besetzung von 1989 (mit Ausnahme von Schlagzeuger Andy Rethmeier) erneut zusammen und trat im April 2008 im Vorprogramm von Nazareth in Salzburg zum ersten Mal wieder auf. Es folgten Kurztourneen im Vorprogramm von Uriah Heep und Manfred Mann’s Earth Band, ein Auftritt auf dem Austria Rock Festival in Klagenfurt sowie Headlinerkonzerte in Süddeutschland und Österreich.
Die Band unterschrieb einen Plattenvertrag mit Pure Steel Records und veröffentlichte 2010 ihr Come-Back-Album Moneyshot, welches stilistisch dem Heavy Metal wieder näher stand und sich zwölf Wochen in den Top 30 der German Rock and Metal Charts hielt. 2011 wurden auch das Debütalbum Unchained und die EP Prophecy neu veröffentlicht.
2012 trennte sich Sänger Steven Hogger überraschend von der Gruppe. 2014 verließen Hoggers Nachfolger Ritchie Krennmaier und Schlagzeuger Wolf Krug die Band ebenfalls. Die Suche der Nachfolger gestaltete sich zeitaufwändig, weshalb das nächste Album Anywhere We Dare, die nach eigenen Angaben härteste Veröffentlichung der Band seit dem Debütalbum, erst 2017 erschien. Sänger Manuel Brettl trennte sich noch im gleichen Jahr wieder von der Gruppe, welche seitdem als Quartett agiert. Schlagzeuger Hannes Vordermayer übernimmt seitdem den Gesang.

### Wiederaufstieg
Im Dezember 2022 unterzeichnete die Band einen Plattenvertrag bei NRT-Records. 2023 erschien das sechste Album Cut a Long Story Short, auf dem wieder verstärkt Einflüsse der 80er-Jahre zu hören waren. Das Album wurde in Eigenregie produziert und von Christoph Stickel abgemischt. Es verblieb mehrere Wochen in den Top 10 der deutschen Metal-und-Rock-Charts, die Auskopplung Shine Brighter Than the Sun erreichte sogar Platz 3.
Im folgenden Jahr veröffentlichten Speed Limit das Album The Broken Record: Chorus Sound Tapes 1990, welches ursprünglich als zweites Album der Band erscheinen sollte, allerdings von der damaligen Plattenfirma zurückgehalten wurde. Auf dem Album finden sich neben bisher unbekannten Stücken auch die Urformen diverser später veröffentlichter Lieder. Eine Woche später erschien die EP New Horizons, welche neben einigen Titeln des Albums Cut a Long Story Short auch Liveaufnahmen der Lieder Lady und Dead Eyes von der EP Prophecy enthielt.

## Diskografie

### Alben
- 1986: Unchained, Die Mühle Soundrecording.
- 1992: Perfect Inspiration, Kick Records/Selbstveröffentlichung.
- 2010: Moneyshot, Pure Rock Records.
- 2011: Unchained/Prophecy (Remaster), Karthago Records.
- 2017: Anywhere We Dare, Pure Rock Records.
- 2023: Cut a Long Story Short, NRT-Records.
- 2024: The Broken Record: Chorus Sound Tapes 1990, NRT-Records.

### EPs
- 1988: Prophecy, Breaking Records.
- 2023: Hit The Wall, NRT-Records.
- 2023: Shine Brighter Than The Sun, NRT-Records.
- 2024: New Horizon, NRT-Records.

## Quelle
- Walther Tanner: Interview: SPEED LIMIT - Gitarrist Joe Eder. In: Stormbringer.at. 6. Oktober 2017, abgerufen am 18. Juli 2022.